# Барселонета
41°22′46″ пн. ш. 2°11′21″ сх. д. / 41.37944° пн. ш. 2.18917° сх. д.

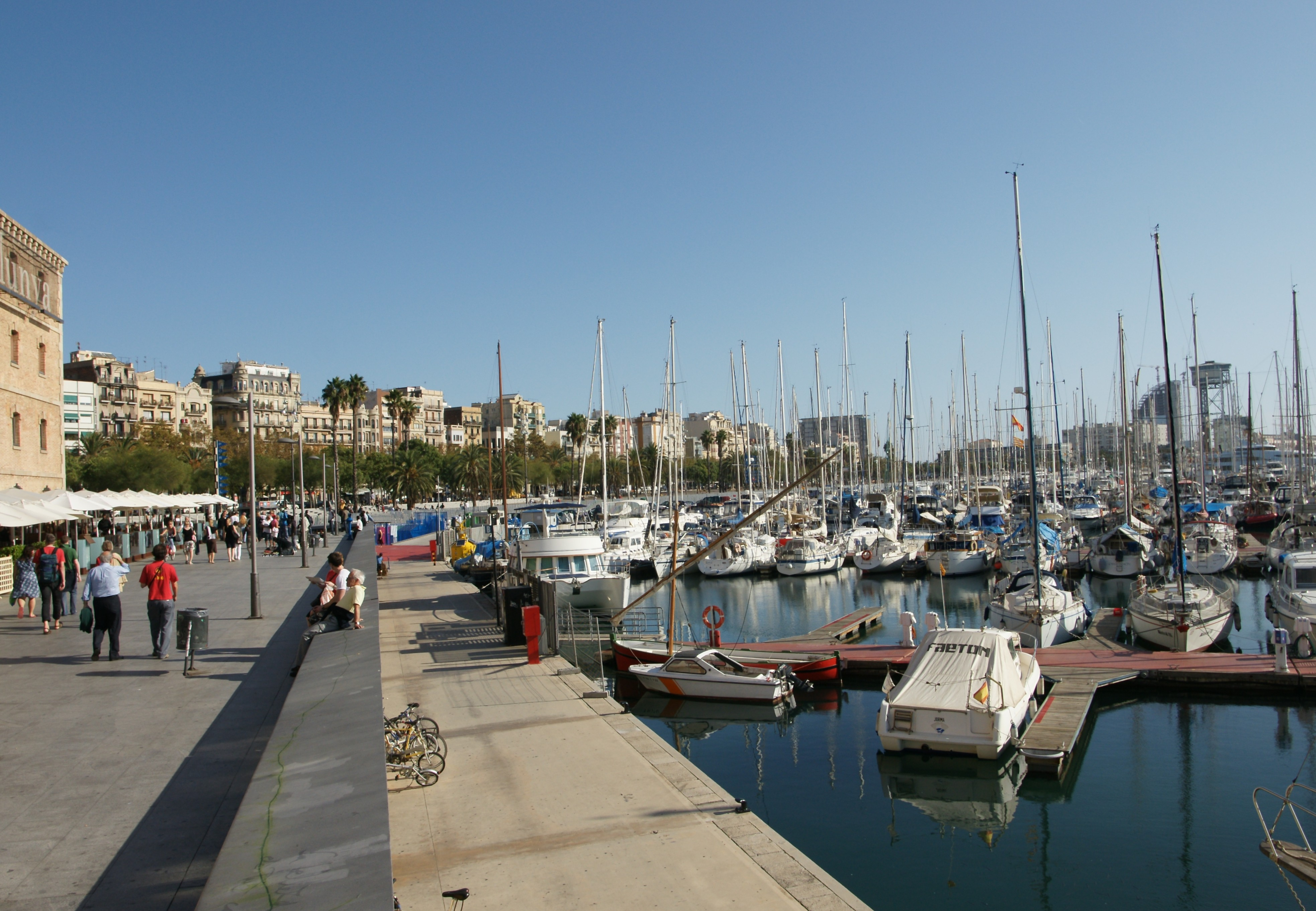
Барселонета

Барселонета (кат. La Barceloneta — Мала Барселона) — квартал барселонського району Старе місто (кат. Ciutat Vella), що лежить між головним портом і Олімпійським селом, тобто, між проспектом Жоана де Борбо (Passeig Joan de Borbo) і Морським Проспектом (Passeig Maritim). Квартал розташований на намивних землях і клином удається в Середземне море.
Його забудова почалася у XVIII столітті при спорудженні нового причалу, і в ньому традиційно селилися мореплавці та рибалки. Проєкт кварталу створено військовими інженерами і передбачав прямолінійне рівномірне планування вулиць, забудованих рівновисокими будинками з подібними фасадами. Незважаючи на наступні зміни, район зберіг свій первісний характер.
Нині є скупченням мальовничих вузьких вуличок, де розташована безліч ресторанів морської кухні. З нього можна дістатися піщаних пляжів і канатної дороги, протягнутої між Баштою Святого Себастьяна і пагорбом Монжуїк.